# Syke
Syke (uitspraak: Zieke) is een stad en gemeente in de Duitse deelstaat Nedersaksen, gelegen in het Landkreis Diepholz. De stad telde op de peildatum van de meest recente statistiek 24.261 inwoners. Naburige steden zijn onder andere  Bremen (20–25 km noordwaarts), Bassum (11 km zuidwestwaarts), Diepholz (48 km zuidwestwaarts) en Sulingen (21 km voorbij Bassum zuidwaarts).

## Stadsdelen
Tussen haakjes het aantal inwoners per 30 juni 2022:
- Barrien (5.031)
- Gessel (2.197)
- Gödestorf (413)
- Heiligenfelde (1.462)
- Henstedt (421)
- Jardinghausen (269)
- Okel (1.169)
- Osterholz (372)
- Ristedt (1.366)
- Schnepke (443)
- Steimke (891)
- Syke (centrum) (10.945)
- Wachendorf (516)

## Ligging, vervoer, verkeer

Lijnennetkaart van de S-Bahn van Bremen

De stad ligt in het oosten van een Naturpark (voor wat natuurbescherming en ruimtelijke ordening betreft, vergelijkbaar met een Nederlands nationaal park) met de naam Wildeshauser Geest. De omgeving is ietwat heuvelachtig. Het landschap is afwisselend met stukken bos en landbouwgronden.
Sinds 1873 heeft Syke, evenals stadsdeel Barrien, een spoorwegstation aan de spoorlijn van Bremen naar Osnabrück  v.v. (zie: (Spoorlijn Wanne-Eickel - Hamburg). Beide stationnetjes worden bediend door de S-Bahn van Bremen, lijn RS 2 (zie bovenstaande lijnennetkaart, rechtsonder).
Er rijdt van Syke iedere twee uur een lijnbus, via Bruchhausen-Vilsen, naar het stadje Hoya; deze bus rijdt niet na acht uur 's avonds, en in de weekends slechts enkele malen per dag.
Het stadje ligt aan de Bundesstraße 6, via welke men de A1 , afrit 60, kan bereiken (16 km noordwestwaarts). Rijdt men over de B 6 door, dan bereikt men al gauw de voorsteden van Bremen.

## Economie
Deze plattelandsgemeente wordt gekenmerkt door landbouw en midden- en kleinbedrijf op enige bedrijventerreinen. Wat grotere bedrijven in de gemeente produceren laboratoriumbenodigdheden en metalen machineonderdelen. 

## Geschiedenis
In 2011 is bij de aanleg van een gasleiding te Gessel (iets ten noorden van Syke zelf) een goudschat (Duits: Goldhort) gevonden. De voorwerpen dateren uit de bronstijd, mogelijk uit de tweede helft van de 14e eeuw voor de jaartelling. Het Niedersächsisches Landesmuseum Hannover had de schat in zijn bezit, maar deze is in 2020 ondergebracht in het Kreismuseum te Syke.
Rond 800 werden de hier wonende Saksen op bevel van Karel de Grote gedwongen, zich tot het christendom te bekeren en werden ze ook militair onderworpen.
De naam Syke komt van sik, stuk grond met  opborrelende bronnen. De plaats ontstond bij een in 1270 in opdracht van een edelman uit Oldenburg gebouwd kasteel aan een heirweg tussen Wildeshausen en Verden (Aller).
In de 13e eeuw kwam Syke aan het Graafschap Hoya. Hieraan herinnert het gemeentewapen nog, dat evenals destijds de graven von Hoya een berenklauw voert.
In de 17e, 18e en vroege 19e eeuw werd het dorp herhaaldelijk door oorlogsgeweld, grote branden en pestepidemieën geteisterd.
De plaats kreeg in 1719 marktrecht en werd door de Duitse regering  pas in 1929 tot stad uitgeroepen.
In 1872 en 1873 stelde het postkantoor van Syke enige malen voor het verzenden van ambtelijke post doormidden geknipte postzegels van 1 Groschen ter beschikking. Deze Syke-Halbierungen zijn zeldzaam en uitzonderlijk kostbaar; filatelisten betalen voor zo'n postzegel bedragen tot boven € 100.000.

## Bezienswaardigheden
- De markante gebouwencomplexen van het zogenaamde Vorwerk (kasteelhoeve) en de Amtshof, woon- en werkgebouw van de bestuursambtenaren die vanaf de 19e eeuw het stadje en zijn omgeving bestuurden, herbergen een museum voor moderne kunst, waar vooral werk van regionaal bekende kunstenaars te zien is.
- De gemeente Syke is rijk aan sculpturen in de openbare ruimte.
- Het Kreismuseum Syke (boerderij- en streekmuseum) is gevestigd in een fraai complex vakwerkgebouwen, waaronder een uit 1747 daterende boerderij. Tot de collectie van het museum  behoort de uit 6.300 zilveren munten bestaande schat van Asendorf (Diepholz). De Gesseler Goldhort  is ondergebracht in een nieuwe zijvleugel van dit museum, die in oktober  2020 is geopend.
- De Sint-Bartolomeüskerk is een protestantse kerk in Barrien, een Stadtteil van Syke. De kerk werd gewijd aan de apostel Bartholomeüs, die als heilige en martelaar van het geloof vereerd wordt.
- In enkele bossen in en om Syke kan men aardige wandelingen maken.
- Diverse dorpen in de omgeving (Stadtteile) hebben hier en daar nog schilderachtige, oude vakwerkboerderijen.
- Vanuit Syke loopt een oude spoorlijn naar Bruchhausen-Vilsen en van daar verder naar het stadje Hoya en naar Eystrup aan de Wezer. Deze lijn is als museumspoorlijn in gebruik. Men kan 's zomers en soms daarbuiten in de weekenden op deze lijn toeristische ritten in historische treintjes maken.

## Bijzondere personen in relatie tot de gemeente

### Geboren
- Louis Niebuhr (1936) beeldhouwer

### Overig
- Sykes Ortsteil Wachendorf was jarenlang (van 1981 tot aan zijn dood) de woonplaats van de Nederlandse entertainer Rudi Carrell.

## Afbeeldingen

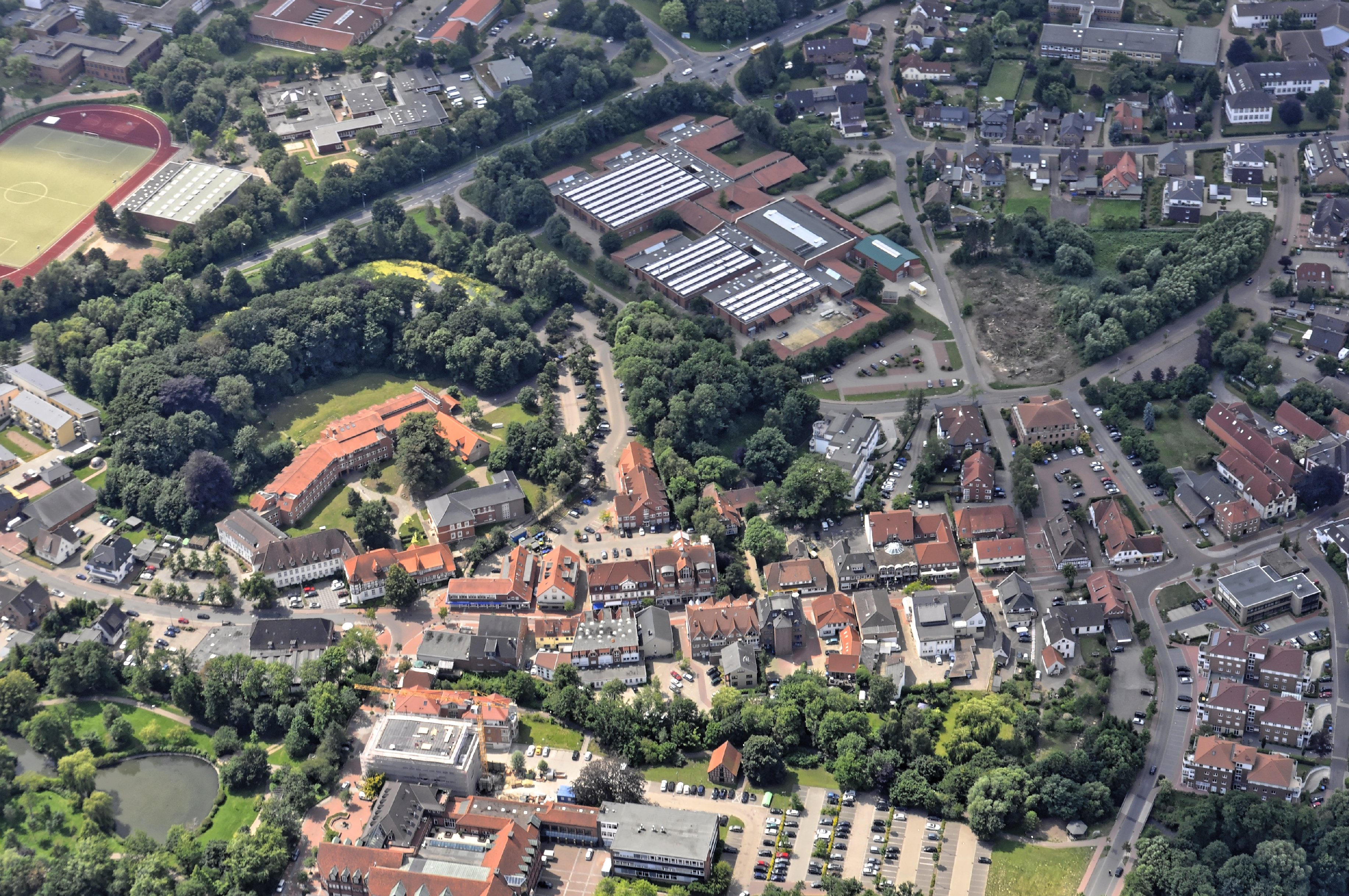
Syke vanuit de lucht (2015)
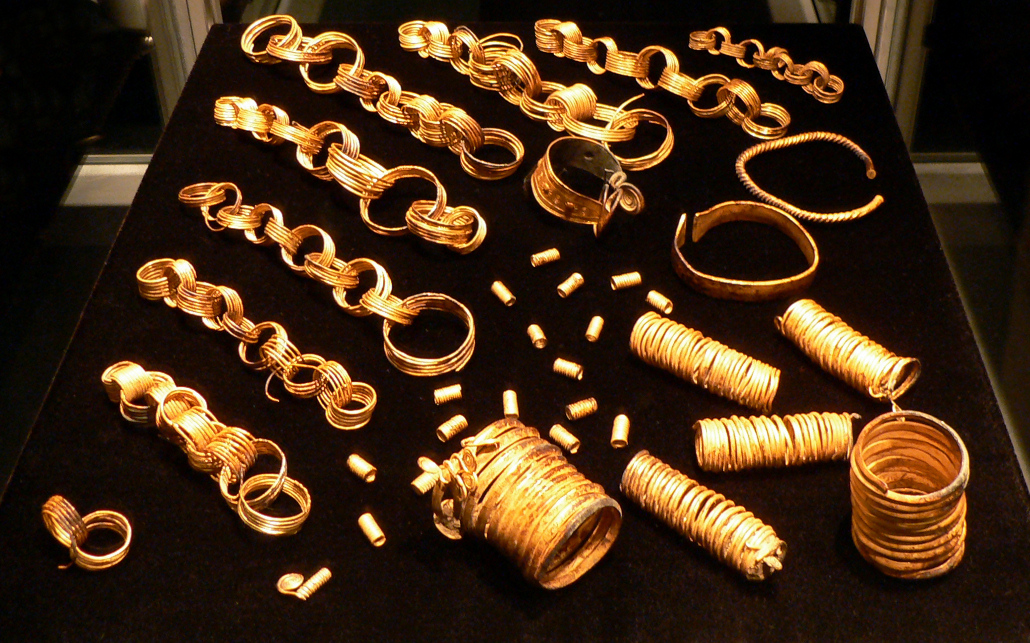
De 117 in Gessel gevonden gouden voorwerpen
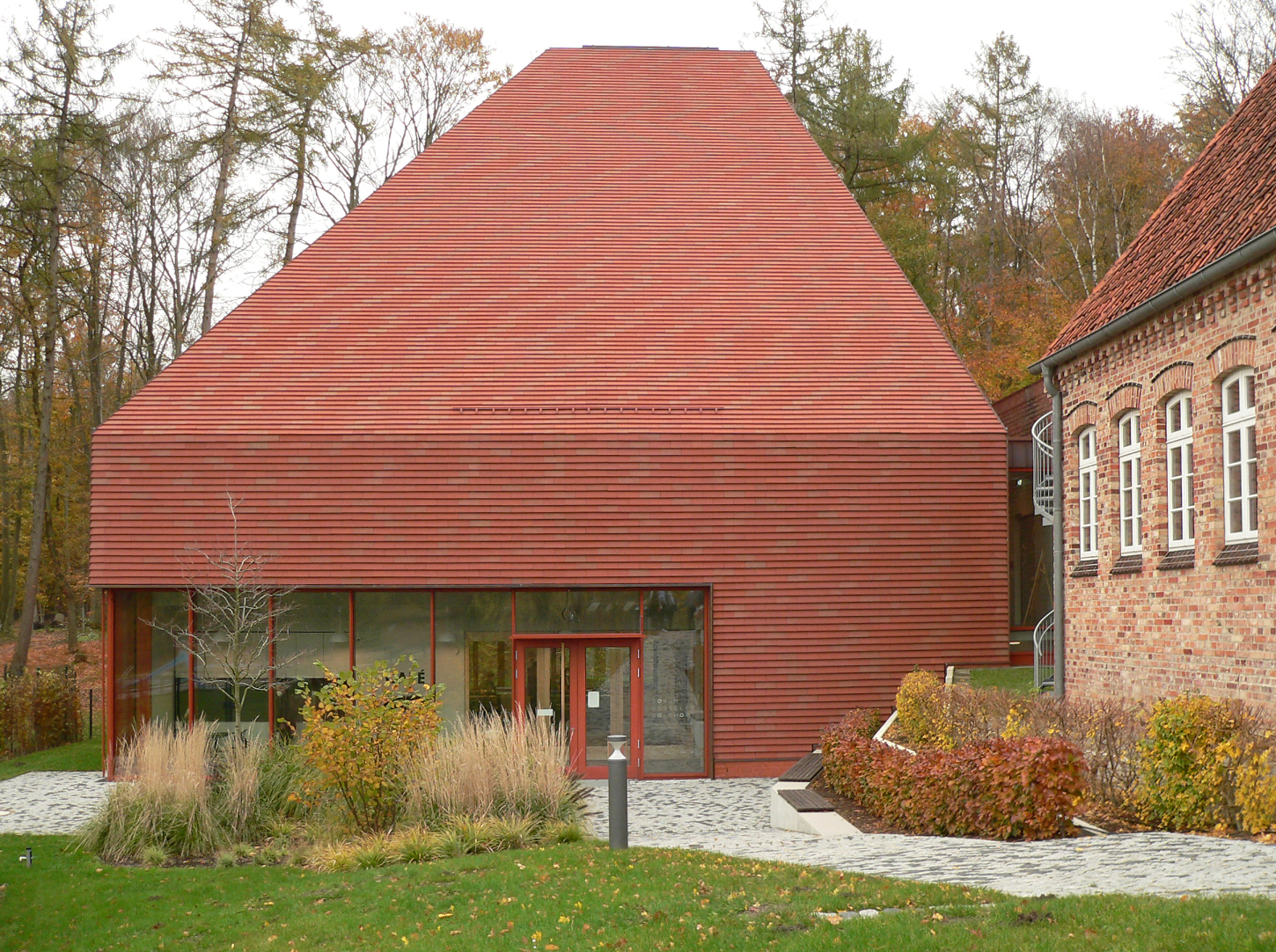
Nieuwe vleugel Kreismuseum Syke  voor de Gesseler goudschat
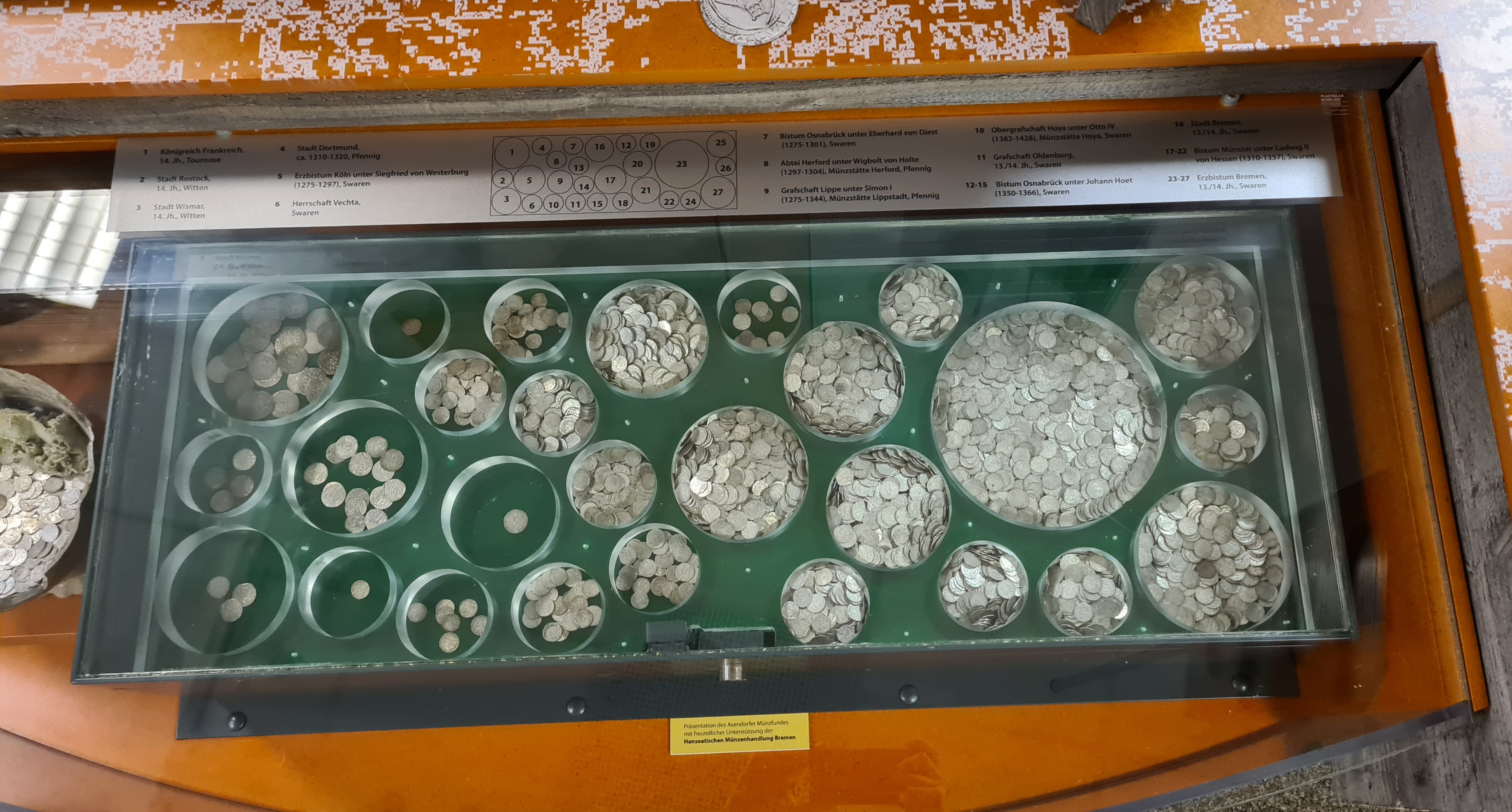
De muntschat van Asendorf (Diepholz) in het museum te Syke
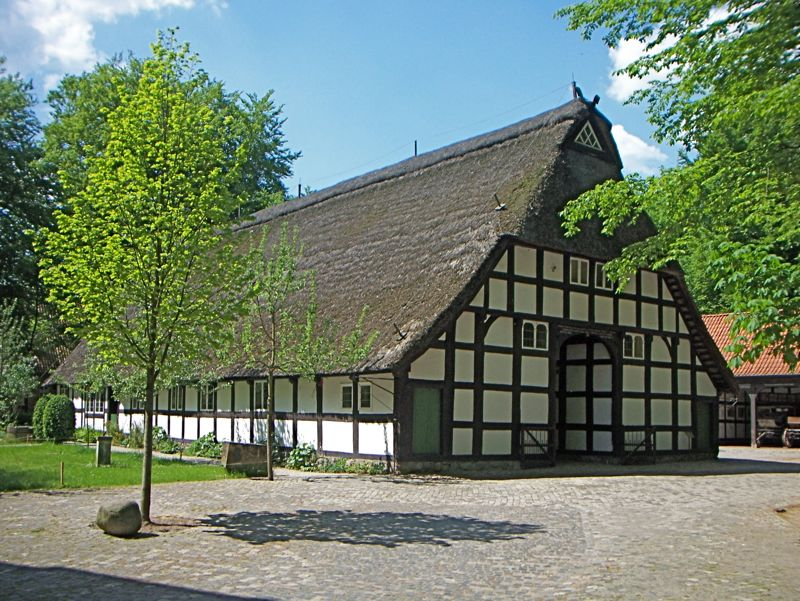
Kreismuseum
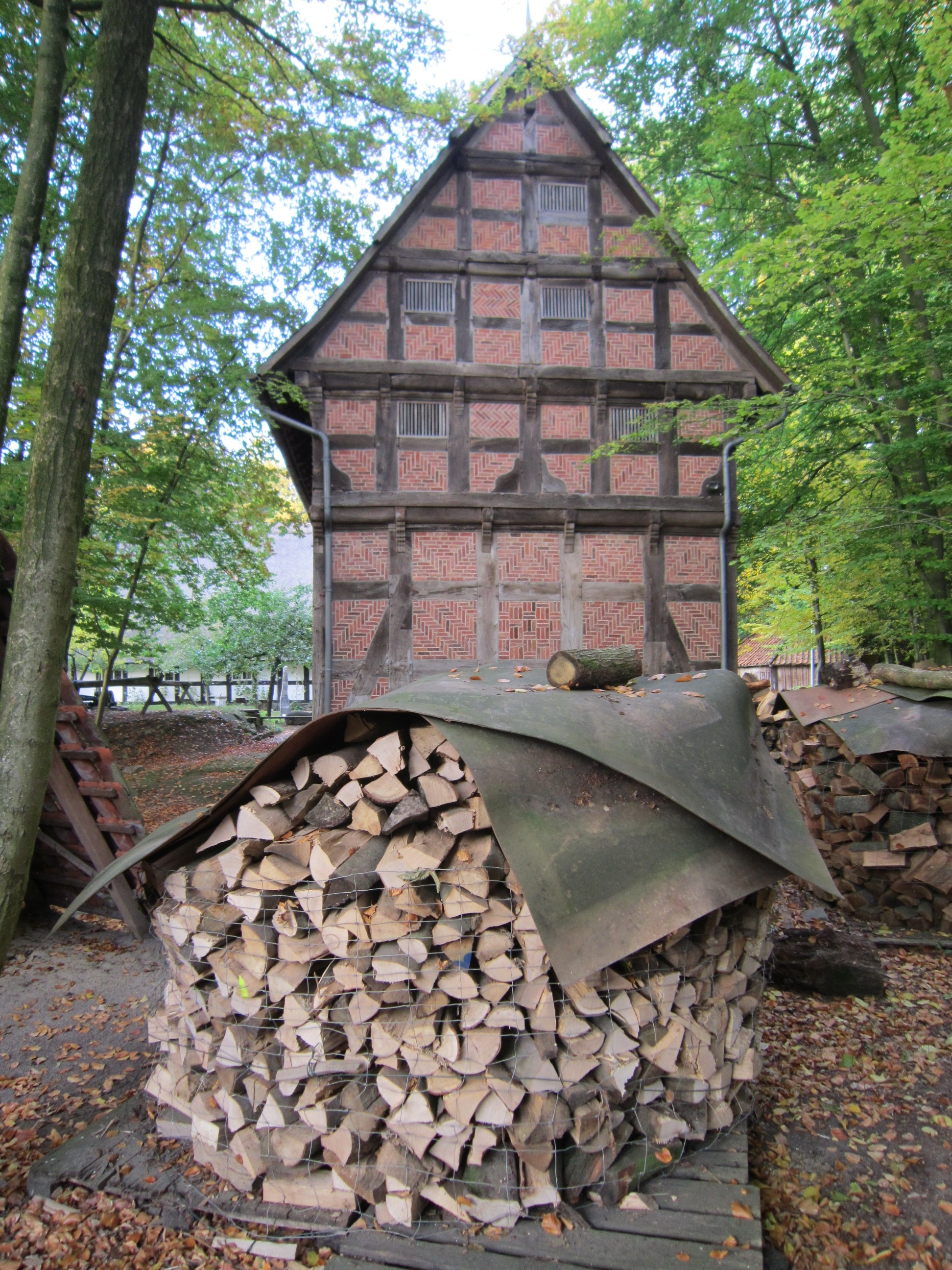
spieker van het Kreismuseum
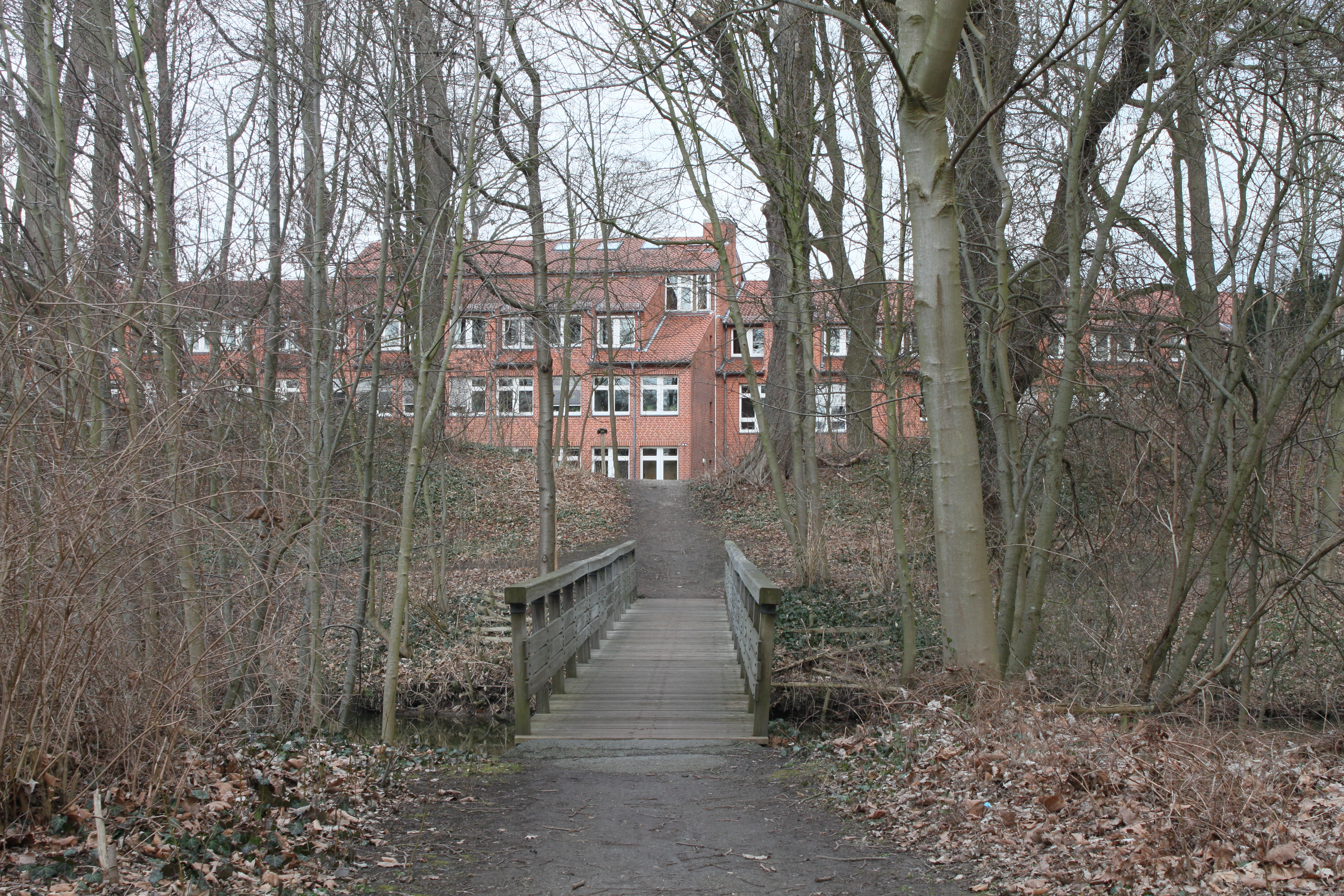
Ringwal op het terrein van het vroegere kasteel, de latere  Amtshof
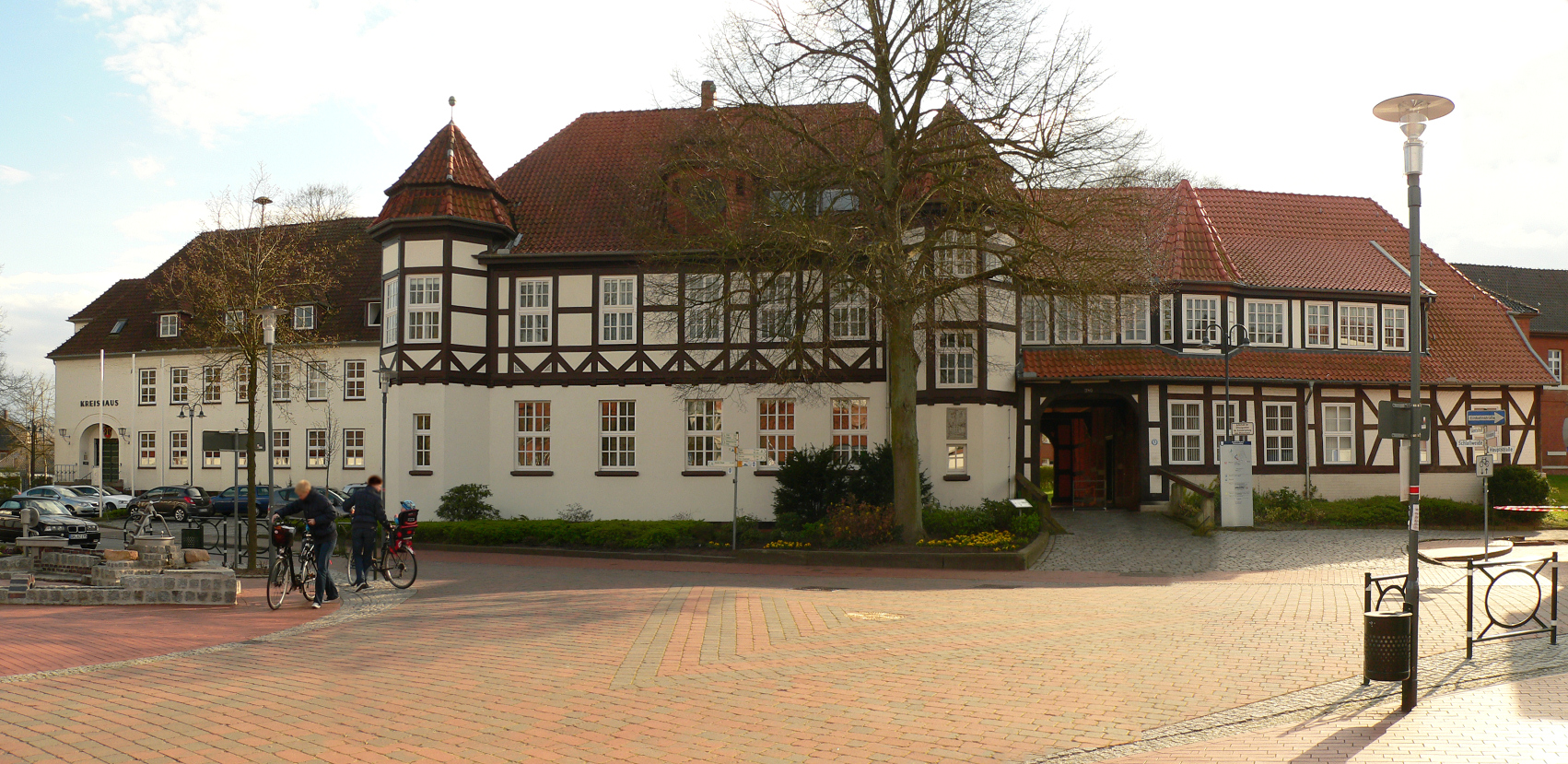
De Amtshof te Syke
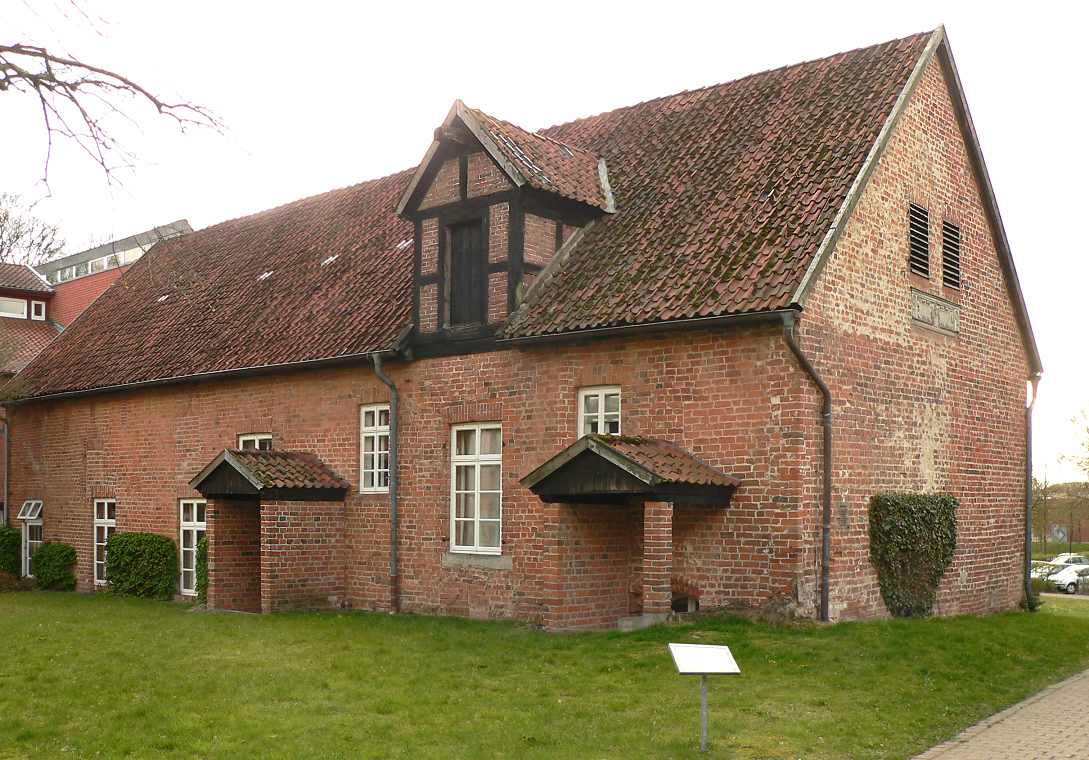
Amtshof, graan-tiendhuis
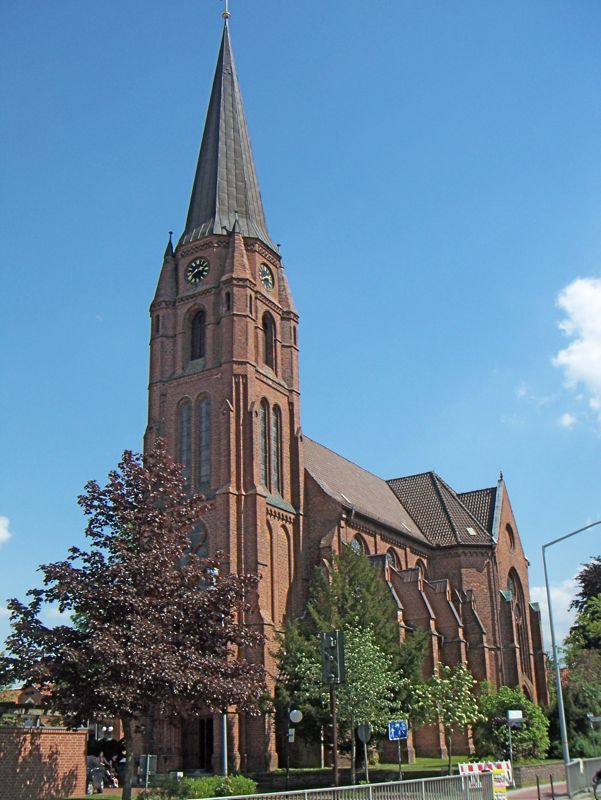
De Evangelisch- Lutherse Christuskirche in Syke
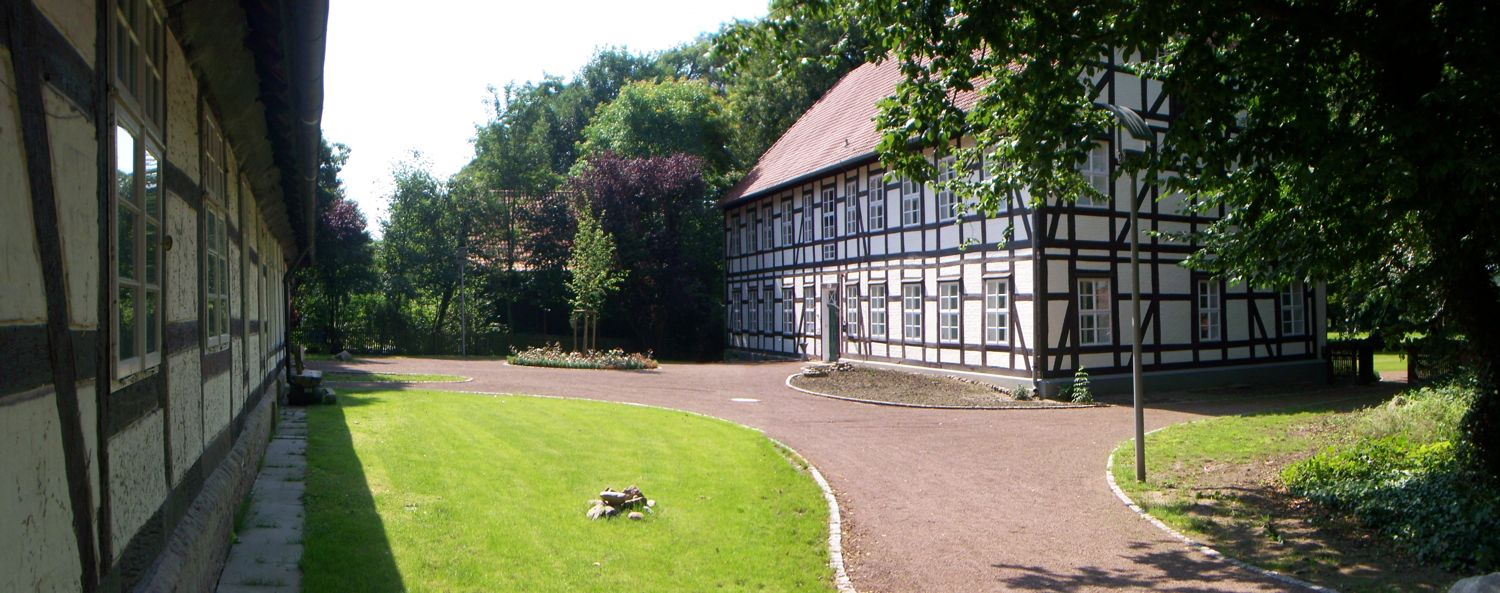
Vorwerk met Ambtenarenwoonhuis anno 1728 (rechts) en koetshuis anno 1783
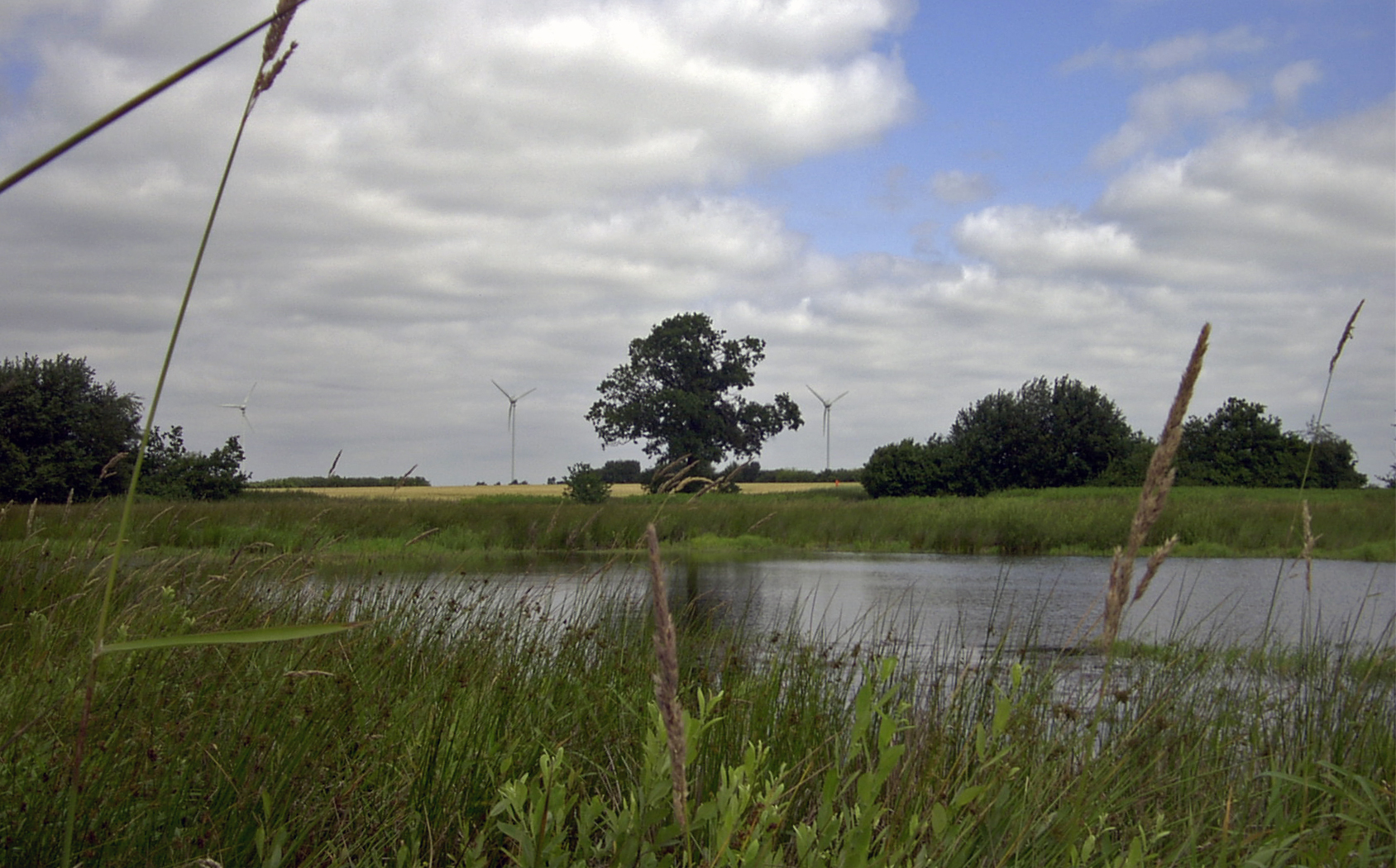
Natuurreservaat Friedeholzer Schlatt (biotoop voor amfibieën)
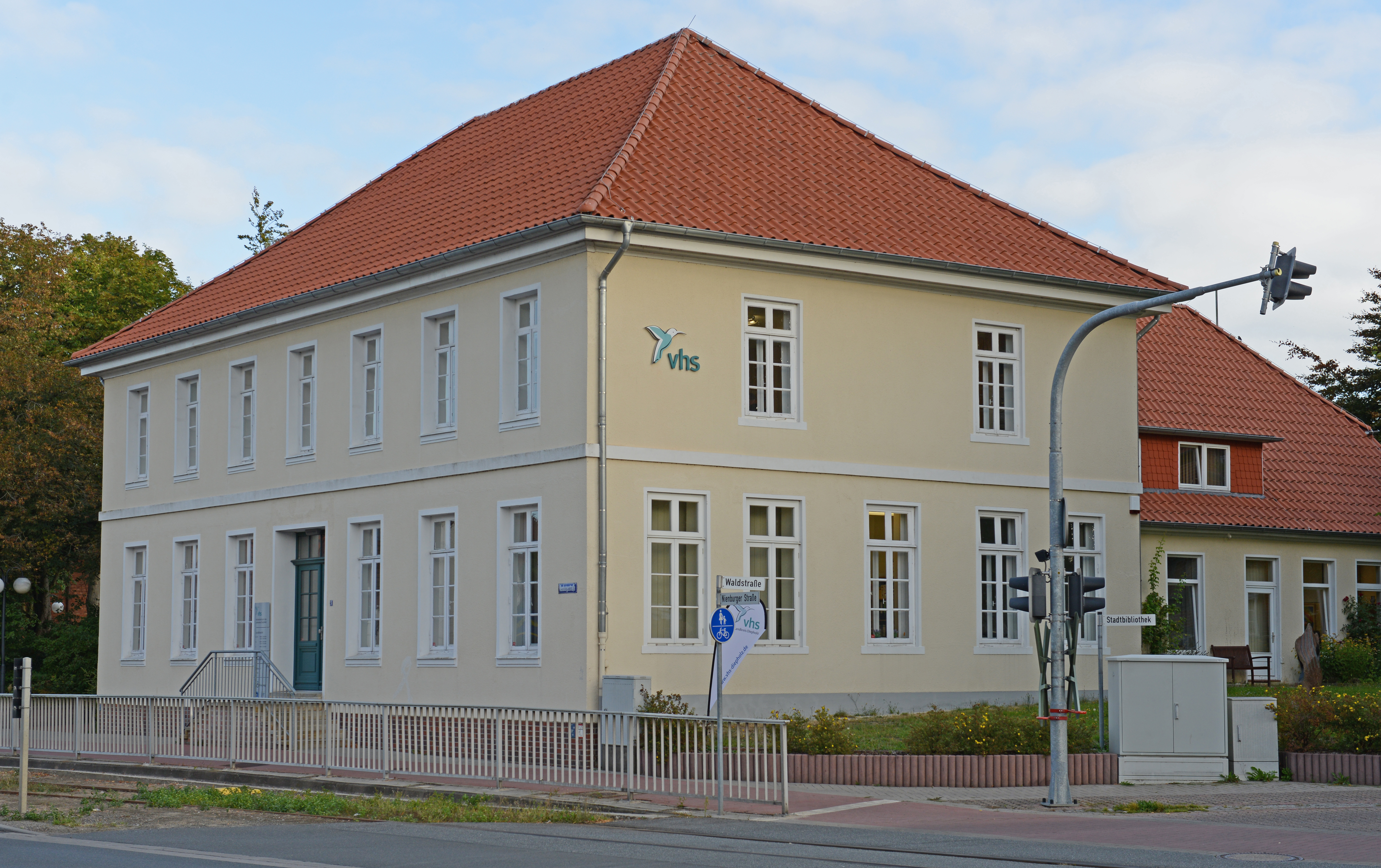
Halteplaats van de postkoetsen en herberg, anno  1770
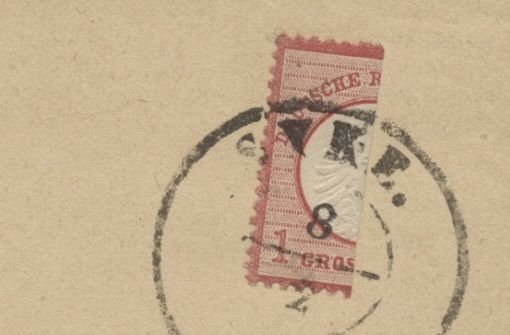
Syke-Halbierung
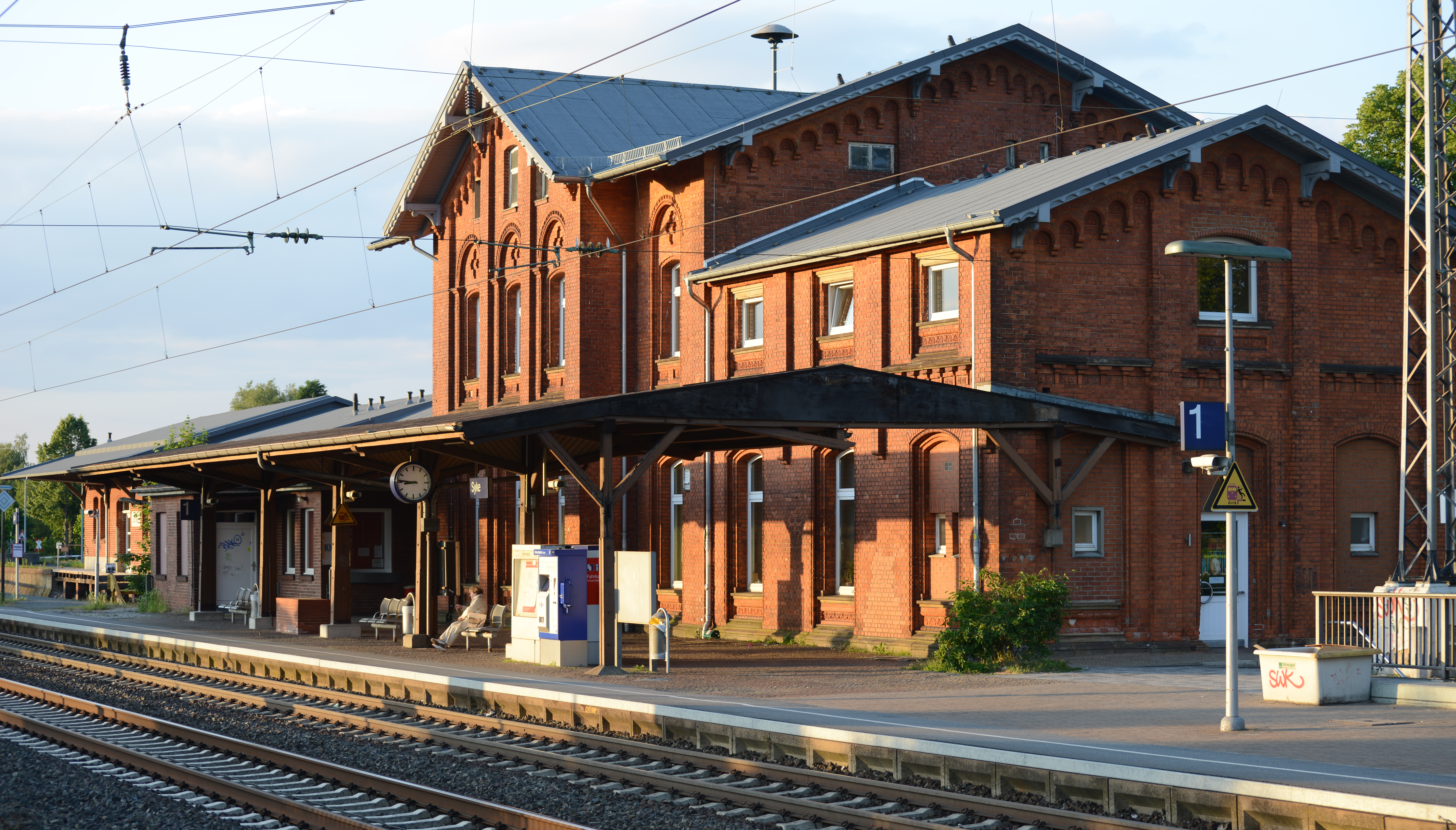
Station
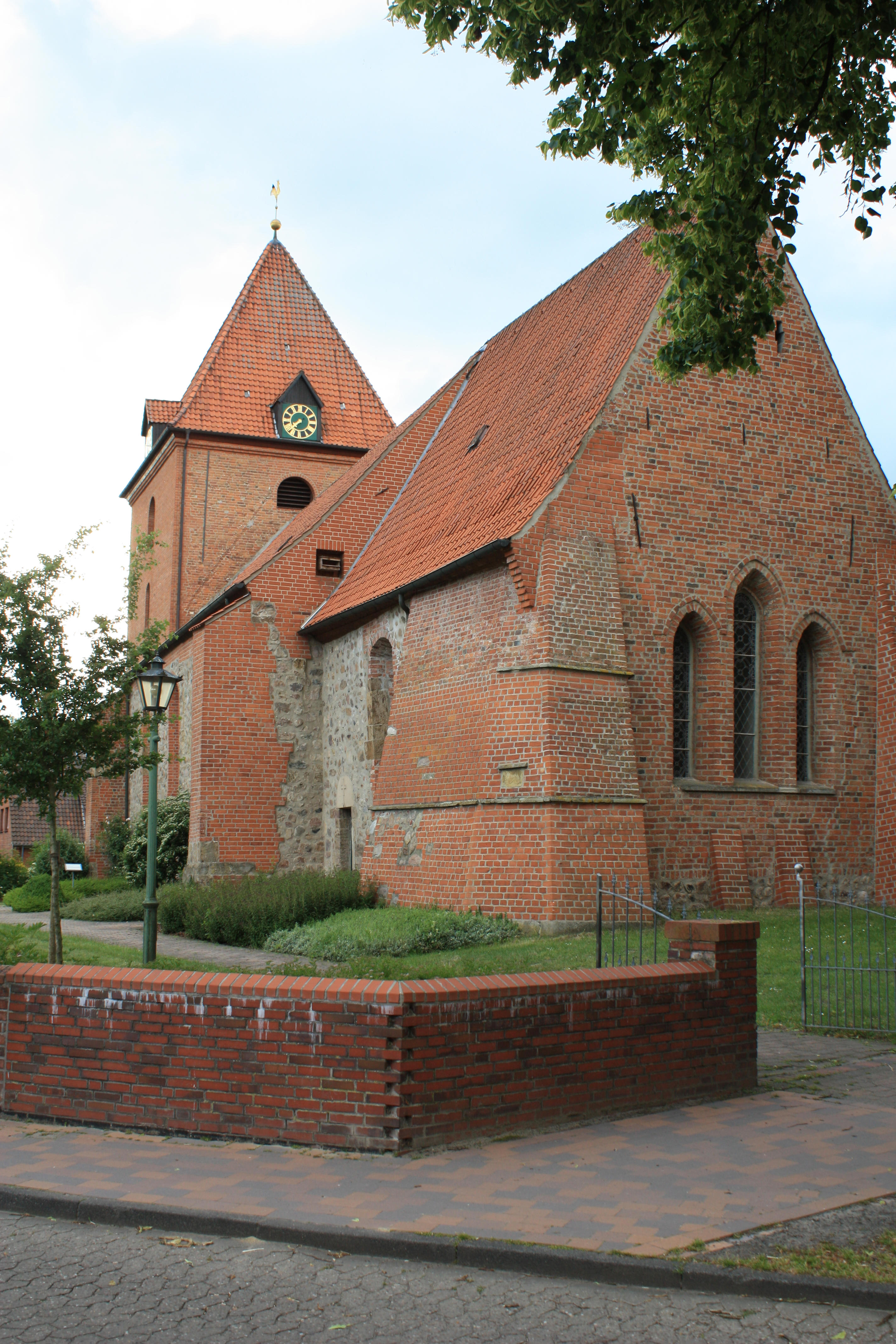
St. Bartholomeüskerk in Barrien
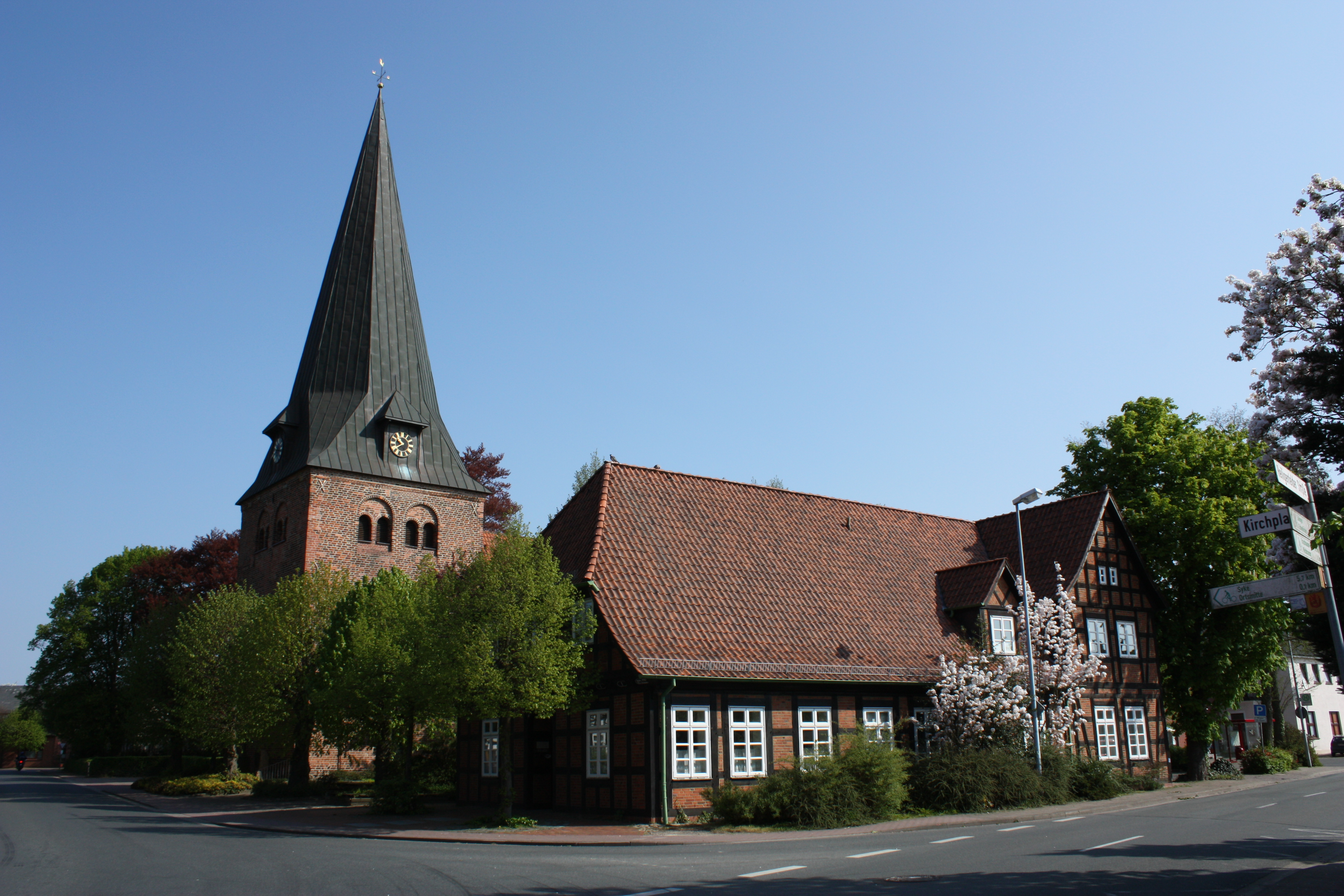
De 13e-eeuwse Michaëlskerk in Heiligenfelde

## Partnergemeentes
- La Chartre-sur-le-Loir, Frankrijk,  sedert 1973
- Wąbrzeźno, Polen, sedert 2006